# Tinus nigrinus
Tinus nigrinus là một loài nhện trong họ Pisauridae.
Loài này thuộc chi Tinus. Tinus nigrinus được Frederick Octavius Pickard-Cambridge miêu tả năm 1901.